# Ilías Panayiótaros
Ilías Panayiótaros (grec moderne : Ηλίας Παναγιώταρος) est homme politique grec, député au Parlement hellénique et membre d'Aube Dorée.

## Biographie
Lors des élections législatives grecques de mai 2012, il est élu député pour la 14e législature, qui aura duré du 6 mai 2012 au 19 mai 2012.
Lors des élections législatives grecques de juin 2012, il est réélu le 17 juin 2012 à la 15e législature.
Aux élections législatives grecques de janvier 2015, il est réélu dans la deuxième circonscription d'Athènes.
Il lance un appel en avril 2020 à organiser une procession du Vendredi saint, malgré l'interdiction de tout rassemblement religieux due à l'épidémie de Covid-19. Des échauffourées opposent alors la police à des militants du parti Aube dorée.
Le 14 octobre 2020, il est reconnu coupable d’avoir dirigé une « organisation criminelle » et condamné à 13 ans de prison ferme par la cour pénale d'Athènes.